# Schienenverkehr in der Schweiz
Der Schienenverkehr bildet in der Schweiz das Rückgrat des öffentlichen Verkehrs.
Die Schweiz hat ein dichtes Eisenbahnnetz, welches jeden Tag von durchschnittlich 1,25 Millionen Menschen genutzt wird. Jeder Schweizer fährt im Schnitt pro Jahr 2446 km mit der Bahn. Dies ist etwa 800 km mehr als die in Europa zweitplatzierten Österreicher. Pro Tag verkehren mehr als 10’000 Züge auf dem Netz. Zusammen mit den touristisch attraktiven Alpenbahnen trägt dies zum Image als Bahnland bei.

## Bahnnetz

Eisenbahnnetz der Schweiz

Das schweizerische Eisenbahnnetz hat eine Länge von 5317 km (Stand 2020), mit Bezug auf eine Fläche von 41’285 km² gehört es zu den dichtesten der Welt und ist bis auf wenige Kilometer vollständig elektrifiziert.
Nach dem schweizerischen Eisenbahngesetz gelten alle Schienenverkehrsmittel einschliesslich Bergbahnen und Trams als Eisenbahnen. Das Bahnnetz war bis 2009 in Hauptbahnen und Nebenbahnen unterteilt. Zu den Hauptbahnen zählten alle normalspurigen Bahnen, die dem Durchgangsverkehr dienen. Die S-Bahnen verkehren auf dem normalen Eisenbahnnetz, sowohl auf Normalspur als auch Schmalspur.
Anders als in anderen Ländern gibt es kein konkurrenzierendes Busnetz zu den Hauptstrecken der Eisenbahn. Das öffentliche Bahn- und Busnetz sind so gestaltet, dass sie sich ergänzen. An den Bahnhöfen werden wo sinnvoll die Anschlüsse zwischen Bahn und Bus abgewartet.

### Normalspurbahnen
Vom schweizerischen Eisenbahnnetz sind 3846 km – also 78,88 % – normalspurig ausgeführt; davon sind 1747 km mehrgleisig gebaut (Stand 2010, Quelle: BfS). Das Eisenbahnnetz stammt zum grössten Teil aus der zweiten Hälfte des 19. Jahrhunderts. Fast alle Hauptbahnen sind in der Hand der SBB, mit Ausnahme einiger Strecken der BLS und SOB.

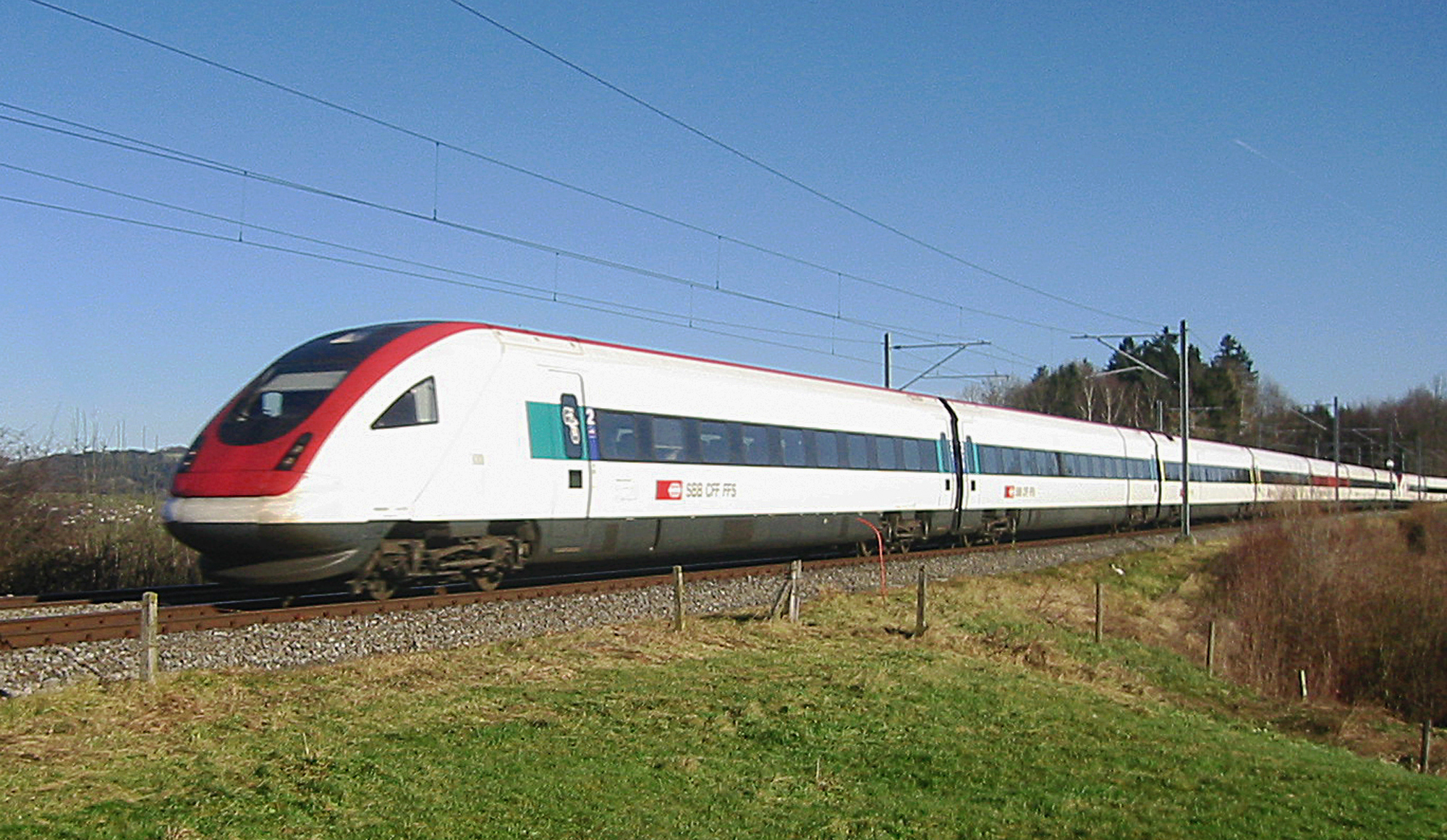
Neigezug RABDe 500 in der Ostschweiz

Die wichtigsten Hauptverbindungen sind die West-Ost-Verbindung von Genf über Lausanne, Bern und Zürich zum Bodensee und die parallel dazu verlaufende Jurasüdfusslinie, die in Nord-Süd-Richtung verlaufende Gotthardbahn und die Lötschberg-Simplon-Achse. Die beiden Alpentransversalen sind auch international von Bedeutung, da sie auf dem Weg von den Nordseehäfen nach Italien liegen. Sie werden durch die Neue Eisenbahn-Alpentransversale (NEAT) mit neuen Basistunneln ergänzt und teilweise ersetzt.
Im nationalen Verkehr am bedeutendsten sind das Dreieck Basel–Bern–Zürich und in der Westschweiz die Linie dem Genfersee entlang zwischen Genf und Lausanne. Wichtigster Eisenbahnknoten ist Olten, wo sich die Ost-West- und die Nord-Süd-Linien kreuzen.
Wegen der topographischen Verhältnisse sind die meisten Eisenbahnstrecken kurvig angelegt und können entsprechend nur mit vergleichsweise niedrigen Geschwindigkeiten befahren werden. Eigentliche Hochgeschwindigkeitsstrecken gibt es in der Schweiz keine. Die Neubaustrecke der Bahn 2000 zwischen Bern und Olten ist für immerhin 200 km/h ausgelegt. In den Tunneln der NEAT kann theoretisch mit 250 km/h gefahren werden. Sie sollen an die Hochgeschwindigkeitsnetze der Nachbarländer angeschlossen werden.

### Schmalspurbahnen

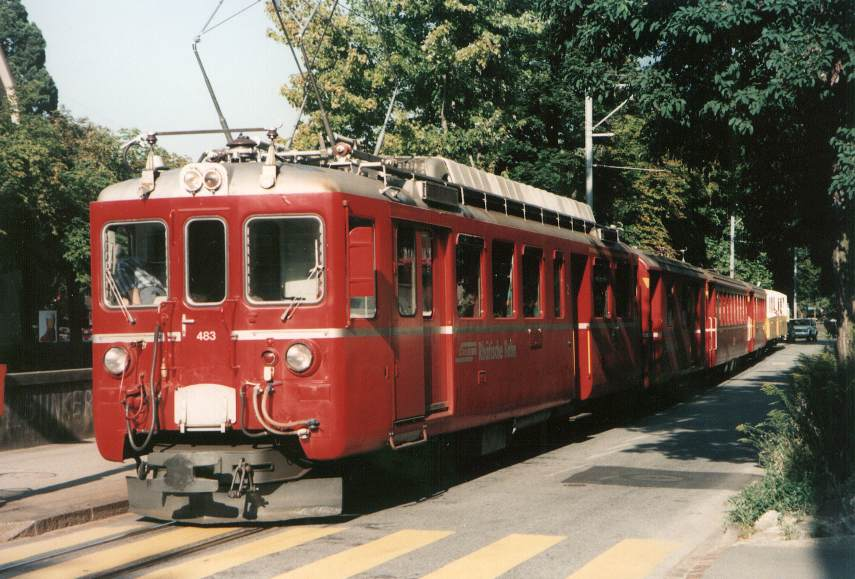
Ein früherer Zug der von der RhB betriebenen Arosabahn auf der Ortsdurchfahrt in Chur Richtung Arosa

Die Schmalspurbahnen sind aus der Schweiz nicht wegzudenken. Vor allem in den bergigen Regionen der Alpen, Voralpen und des Jura wurden aus Kostengründen umfangreiche Schmalspurstrecken gebaut. Vom 1'030 km langen Schmalspurnetz sind nur gerade 45 km mehrspurig ausgeführt. Die überwiegende Mehrheit der Schmalspurbahnen verwendet Meterspur, als Sonderspur verwendet werden auch die Spurweiten 800 mm (zum Beispiel Wengernalpbahn) und 1200 mm (Bergbahn Rheineck–Walzenhausen).
Das grösste zusammenhängende Schmalspur-Netz der Schweiz ist jenes der Rhätischen Bahn (RhB) und der Matterhorn-Gotthard-Bahn. Diese beiden Bahnen betreiben zusammen den Glacier-Express, der zwischen den Kurorten St. Moritz und Zermatt verkehrt. Die Albula- und Berninabahn der RhB nach Tirano in Norditalien bildet eine dritte Eisenbahnalpenquerung in der Schweiz neben den normalspurigen Strecken durch Gotthard und Simplon.
Sämtliche Schmalspurlinien galten, als es noch eine Unterscheidung zwischen Hauptbahnen und Nebenbahnen gab, als Nebenbahnen.

### Trambahnen

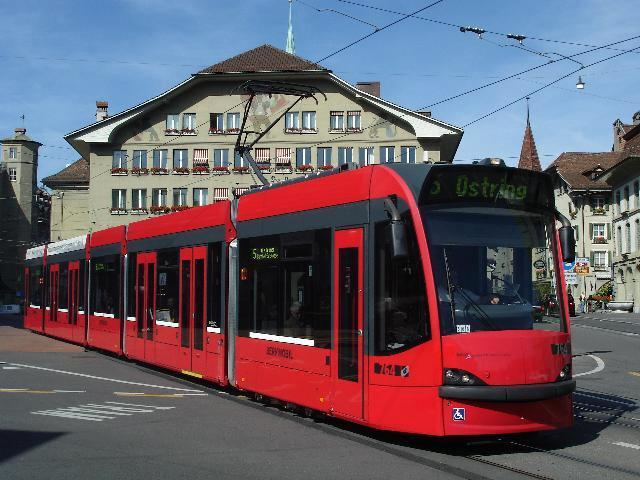
Tram von Bernmobil

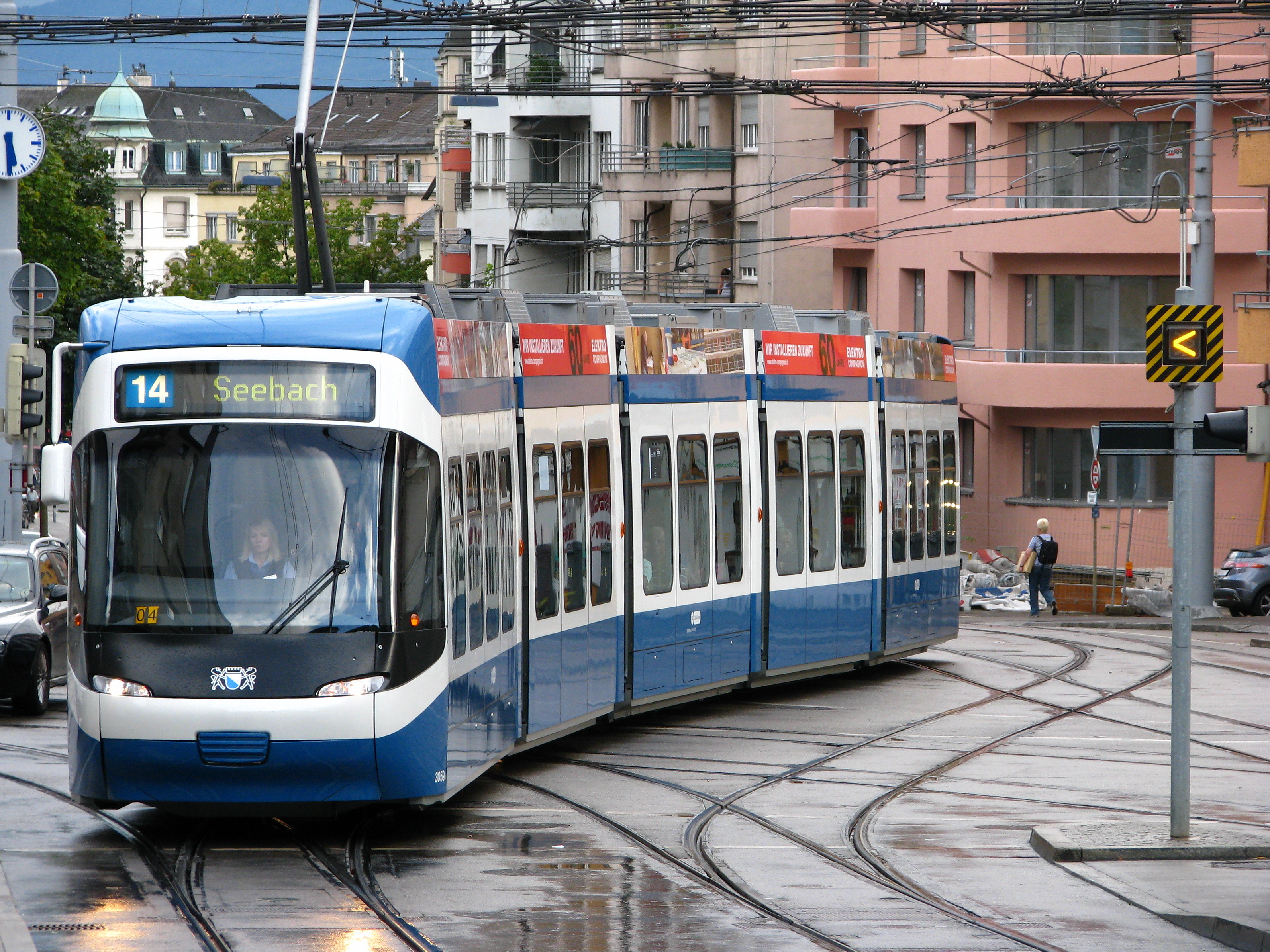
Tram der Verkehrsbetriebe Zürich

Nachdem die Trams zunächst sehr erfolgreich in der Schweiz waren, erlebten sie im zwanzigsten Jahrhundert infolge des internationalen Trends zur Platzschaffung für den Autoverkehr ihren Niedergang. Viele Städte, die ursprünglich über Trambahnen verfügten, stellten ihr Netz oft auf Trolleybus um. In der Schweiz sind auch heute noch viele Trolleybuslinien in Betrieb. Es blieben in der Schweiz nur vier Tramstädte übrig: Basel, Bern, Genf und Zürich. Lausanne hatte das Tram auf die Expo 64 hin aus der Stadt verbannt, kehrte aber ein Vierteljahrhundert später zu diesem Verkehrsmittel zurück, nun allerdings nach modernen Grundsätzen einer Stadtbahn aufgebaut. Ab Ende der 1980er wurde auch in der Schweiz wieder mancherorts überlegt, das Strassenbahnnetz wiedereinzuführen und zu erweitern.
Der Übergang zwischen Tram und «richtiger» Eisenbahn ist fliessend. Weil in der Schweiz kein rechtlicher Unterschied besteht, ist eine Abgrenzung nicht nötig. Die Tramnetze in den Städten und Agglomerationen verwenden, ausser in Lausanne (TSOL), die Meterspur. Daneben gibt es Vororts- und Überlandlinien, die streckenweise als Strassenbahnen verkehren.
Die erste Trambahn der Schweiz wurde 1862 in Genf eröffnet und verband die Place Neuve mit dem Städtchen Carouge. Gezogen wurden die Wagen damals noch von Pferden. Zum Zeitpunkt der grössten Ausdehnung, 1925, verfügte Genf über ein Tramnetz von über 130 Kilometern im gesamten Kanton und auf französischem Grenzgebiet. Genf lag somit an der Spitze der Schweizer Städte. Ab der Zwischenkriegszeit, besonders stark jedoch nach dem Zweiten Weltkrieg, wurden die Tramnetze stark zurückgebaut und teilweise komplett aufgelassen. Der Individualverkehr hatte höchste Priorität und die auf den Strassen viel Platz benötigenden Trams wurden meist durch Buslinien ersetzt. Besonders stark war dieser Rückbau des Tramnetzes in der französischsprachigen Schweiz, die sich naturgemäss mehr an Frankreich und Paris orientierte, wo die Tramnetze rasch abgebaut wurden. In Genf wurden 129 von 138 Tramkilometern stillgelegt, in Neuenburg 21 von 30 und Lausanne trennte sich im Hinblick auf die Landesausstellung 1964 komplett von seinem 66 Kilometer langen Tramnetz.
Die deutschsprachige Schweiz hingegen ging den Rückbau des Tramnetzes langsamer an und hatte somit, als das Tram ab Mitte der 1980er-Jahre wieder modern wurde, noch mehr Tramlinien übrig, die nun auch wieder erweitert wurden. Das Basler Tramnetz etwa wurde nur um elf Kilometer, von 58 auf 47, reduziert; bei der Strassenbahn Bern wurden knapp sieben Kilometer stillgelegt. Ganz aufgegeben wurden die Strassenbahn St. Gallen, die Strassenbahn Schaffhausen, die Strassenbahn Winterthur und die Strassenbahn Luzern.
Das Zürcher Tramnetz, das 1931 seinen Höchststand erreicht hatte, büsste bis 1965 insgesamt knapp 17 Kilometer ein, darunter sämtliche Tramstrecken ausserhalb der Stadtgrenzen. Obwohl 1954 auch innerhalb der Stadt eine längere Tramstrecke aufgehoben wurde, wurde der Bau neuer Tramstrecken nie ganz aufgegeben, sondern konnte 1954, 1976 und 1986 mit den Eröffnungen von insgesamt gut elf Kilometern neuer Tramstrecken aufwarten. Mit der Eröffnung der ersten beiden Etappen der Glattalbahn 2006 und 2008 wurde das Zürcher Tramnetz erneut erweitert. Die dritte Etappe der Glattalbahn (Auzelg – Bahnhof Stettbach), sowie das Tram Zürich West (zwischen Escher-Wyss-Platz – Bahnhof Altstetten) wurden in den Jahren 2010 bzw. 2011 ebenfalls eröffnet. Weitere Erweiterungs-Projekte sind schon beschlossen.
Ab 1995 wurde auch die Strassenbahn Genf wieder erweitert. Erste 1,6 Kilometer wurden neu gebaut. 1996 folgte die Inbetriebnahme der Linien 13 und 16.

### Seilbahnen

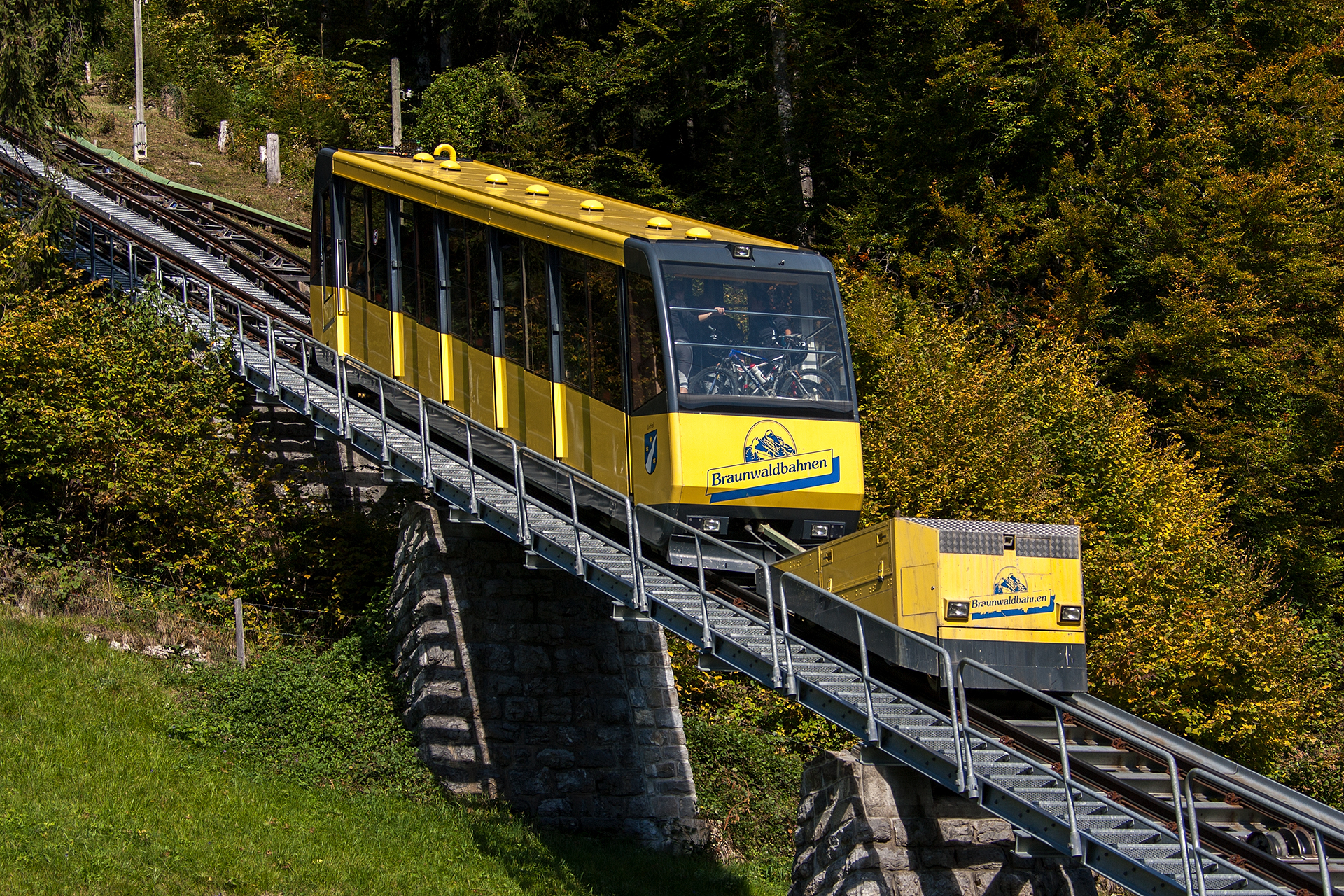
Braunwaldbahn, eine Standseilbahn

Seilbahnen gehören definitionsgemäss zu den Bahnen, die Personen oder Waren transportieren. Während die Standseilbahnen einen festen Oberbau aus Schienen benützen, funktionieren bei den Luftseilbahnen nur die Pendelbahnen nach einem ähnlichen Prinzip, weil die festen Tragseile, auf denen die Kabinengehänge rollen, ebenfalls als eine Art Schienen dienen.
Seilbahnen sind vorwiegend für den Tourismus konzipiert und bezüglich Fahrplan und Tarif teilweise in die nationalen Angebote integriert. Rechtlich gesehen galten die Standseilbahnen bis zum 31. Dezember 2006 als Eisenbahnen. Seither unterstehen sie gemeinsam mit den Luftseilbahnen dem neuen Seilbahngesetz (SebG).

### Grenzüberschreitende Strecken
In der Schweiz werden Eisenbahnstrecken nicht nur von den SBB und vielen grösseren und kleineren Privatbahnen betrieben, sondern auch von einigen ausländischen Bahngesellschaften. Im Gegenzug betreiben Schweizer Bahngesellschaften im grenznahen Ausland eigene Strecken. 42 km des Netzes der Deutschen Bahn (die sich im Eigentum der Bundesrepublik Deutschland befinden) liegen auf schweizerischem Territorium, wobei die Hochrheinstrecke den grössten Teil ausmacht. Weiter gehören 2 km den ÖBB. Umgekehrt sind 14 km Eisenbahnstrecken in den Nachbarländern im Eigentum von schweizerischen Unternehmen. Bei den meisten anderen Grenzübergängen liegt die Eigentumsgrenze auf der Landesgrenze und der durchgehende Betrieb wird durch Betriebs- und Pachtverträge, Netzzugang und Konzessionen geregelt.

#### Ausländische Strecken in der Schweiz
- Deutschland:

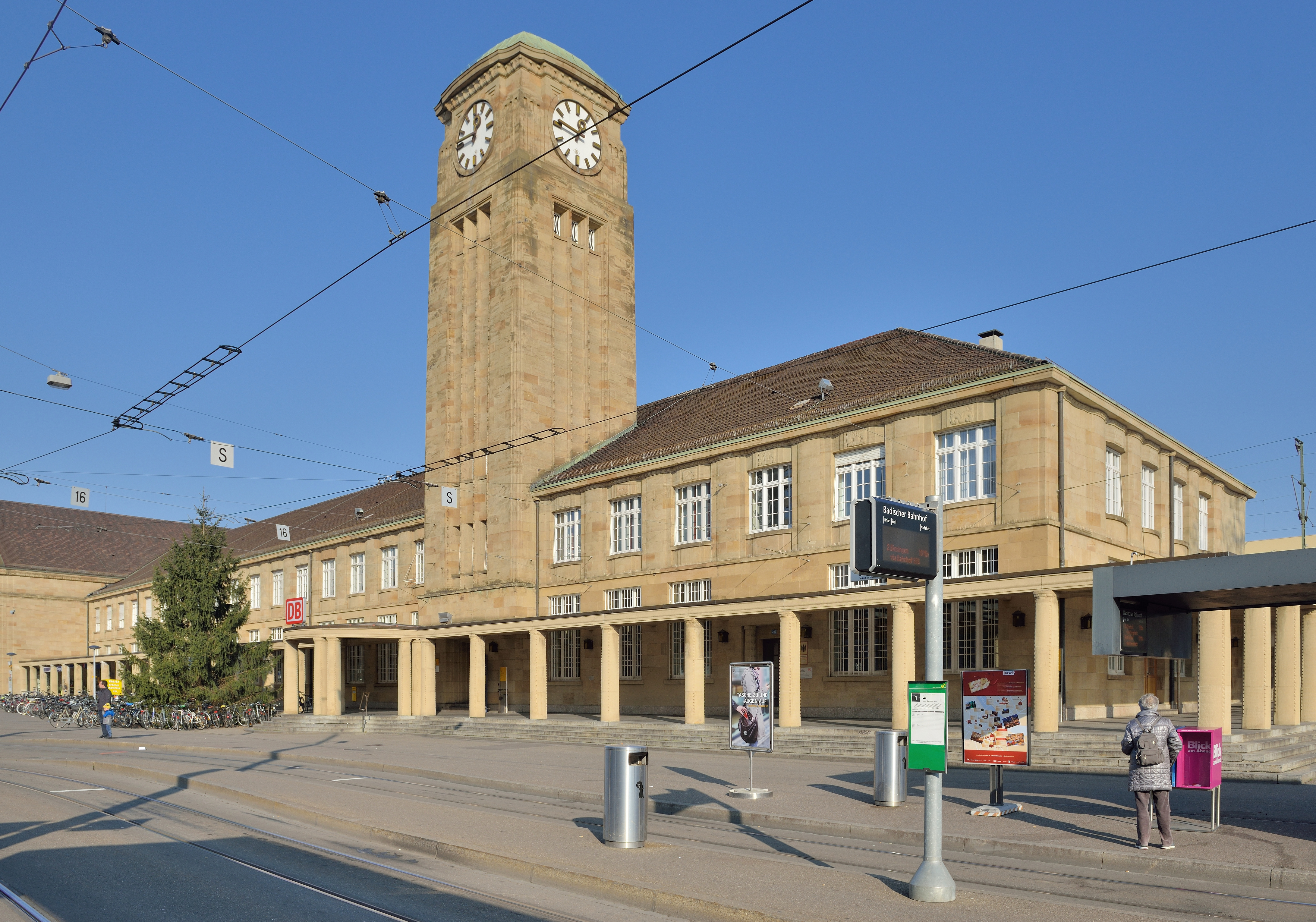
Badischer Bahnhof Basel

  - Basel Badischer Bahnhof: Im März 1838 begann das Großherzogtum Baden mit dem Bau der Badischen Hauptbahn. Diese sollte von Mannheim über Heidelberg, Karlsruhe und Freiburg im Breisgau nach Basel und weiter bis Konstanz führen. Der Streckenabschnitt zwischen Karlsruhe und Basel wird heute als Rheintalbahn bezeichnet, der Abschnitt Basel–Konstanz als Hochrheinstrecke. Im Januar 1851 erreichte die Rheintalbahn den Ort Haltingen nahe der Schweizer Grenze. Nach langen Verhandlungen wurde am 27. Juli 1852 der noch heute gültige Staatsvertrag zwischen dem Großherzogtum Baden und der Schweizerischen Eidgenossenschaft über die Weiterführung der badischen Eisenbahn über schweizerisches Gebiet abgeschlossen. Da sich die beiden Länder über den Standort des Badischen Bahnhofs in Basel nicht einig wurden, verzögerte sich der Bau. Am 19. Februar 1855 wurde schliesslich die Bahnlinie von Haltingen nach Basel in Betrieb genommen. Der Badische Bahnhof Basel wird heute von den drei deutschen Linien der Wiesentalbahn, der Hochrheinbahn und der Rheintalbahn sowie von der Basler Verbindungsbahn bedient.

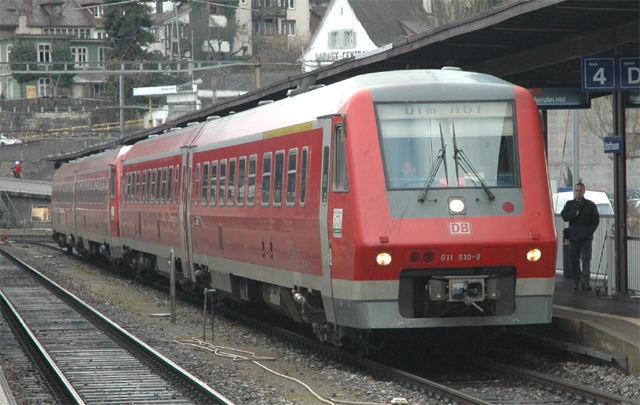
Triebzug der Deutschen Bahn im Bahnhof Schaffhausen

  - Bahnstrecke Trasadingen–Schaffhausen–Thayngen:Triebzug der Deutschen Bahn im Bahnhof Schaffhausen Die Bahnstrecke durch den Kanton Schaffhausen ist Teil der Hochrheinbahn von Basel nach Konstanz. Sie wurde von den Großherzoglich Badischen Staats-Eisenbahnen als Teil der Badischen Hauptbahn erbaut und im Jahr 1863 durch den Badischen Großherzog Friedrich festlich eingeweiht. Ein Staatsvertrag von 1852 regelt noch heute die Besitzverhältnisse. Die gesamte Bahn – also auch auf schweizerischem Gebiet – unterstand ursprünglich der Badischen Staatsbahn. Heute gehört die Strecke in den Zuständigkeitsbereich der Deutschen Bahn AG. Die Strecke von Erzingen nach Schaffhausen durch den Klettgau wurde 2013 im Rahmen der S-Bahn Schaffhausen elektrifiziert und auf Doppelspur ausgebaut. Der Ast von Schaffhausen nach Thayngen erhielt bereits 1989 Fahrdraht und kann von deutschen und schweizerischen Triebfahrzeugen befahren werden. Die Fernzüge werden weiterhin durch die Deutsche Bahn betrieben, für die S-Bahnen ist jedoch die SBB GmbH mit Sitz im deutschen Konstanz verantwortlich. Somit fährt die deutsche Tochter der SBB auf deutschen Schienen durch den Kanton Schaffhausen.[8]
- Frankreich:
  - Bahnstrecke Frasne–Vallorbe: Die Bahnstrecke Frasne–Vallorbe mit dem Tunnel du Mont d’Or wurde 1915 als direkte Verbindung eröffnet und machte die ältere Strecke Pontarlier–Vallorbe überflüssig. Die mit 25 000 Volt 50 Hertz elektrifizierte Strecke der Französischen Staatseisenbahn (SNCF) dient den Zügen Paris–Lausanne von TGV Lyria.
  - Bahnstrecke Strasbourg–Basel und Bahnhof Basel SNCF: Am 15. Juni 1844, rund drei Jahre vor der ersten innerschweizerischen Bahnstrecke, der Spanisch-Brötli-Bahn, erreichten erstmals Eisenbahnzüge Schweizer Boden. Die  Compagnie du chemin de fer de Strasbourg à Bâle  baute die Bahnstrecke Strasbourg–Basel und den ersten Bahnhof in Basel. Heute gehört die mit 25 000 Volt 50 Hertz elektrifizierte Strecke nach vielen Besitzwechseln dem französischen Netzbetreiber SNCF Réseau. Der Bahnhof Basel SNCF ist ein Gemeinschaftsbahnhof mit dem Bahnhof Basel SBB und ist diesem angegliedert.
- Italien:Autoreisezug mit einer italienischen Lokomotive E.656 im Bahnhof Chiasso unter der Fahrleitung der Bauart SBB.

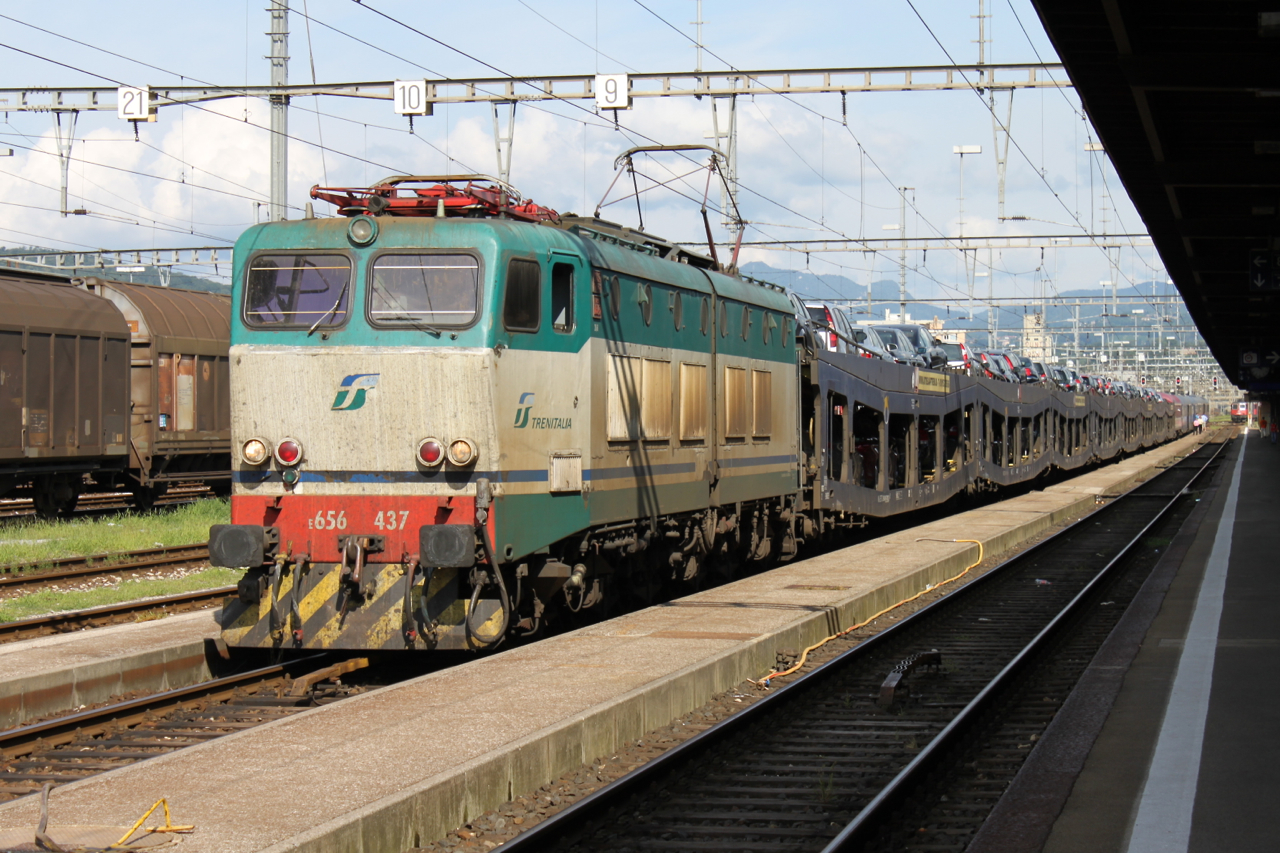
Autoreisezug mit einer italienischen Lokomotive E.656 im Bahnhof Chiasso unter der Fahrleitung der Bauart SBB.

  - Bahnstrecke Como–Chiasso: Die mit 3000 Volt Gleichspannung elektrifizierte Bahnstrecke Chiasso–Mailand der Ferrovie dello Stato Italiane (FS) ist die Fortsetzung Gotthardbahn und verbindet seit 1882 das Tessin mit der lombardischen Metropole.
- Liechtenstein /  Österreich:
  - Bahnstrecke Feldkirch–Buchs: Die durch Liechtenstein führende eingleisige, elektrifizierte Bahnstrecke Feldkirch–Buchs wurde 1872 in Betrieb genommen und gehört heute den Österreichischen Bundesbahnen (ÖBB). Sie wird von Schnell- und Güterzügen, die über den Arlberg weiterfahren, sowie von Regionalzügen benutzt. Wegen der Spitzkehre der aus Zürich kommenden internationalen Züge wird die Lokomotive in Buchs gewechselt. Seit 1983 die Schleife Sargans-Trübbach in Betrieb ist, hat sich die zweite Spitzkehre im Bahnhof Sargans erübrigt. Weil die Railjet-Züge Innsbruck–Zürich als Pendelzüge verkehren, befördert die österreichische Lokomotive den Zug bis nach Zürich.
- Österreich:
  - Bahnstrecke Bregenz–St. Margrethen: Die einspurige Bahnstrecke St. Margrethen–Lauterach wurde ebenfalls 1872 eröffnet und 1949 elektrifiziert. Die meisten internationalen Züge zwischen Zürich und München werden von SBB-Lokomotiven befördert, die über einen Stromabnehmer mit einer breiteren Wippe für die Strecke verfügen.

#### Schweizer Strecken im Ausland
Folgende Schweizer Strecken führen ins grenznahe Ausland:
- Deutschland:
  - Bahnstrecke Eglisau–Neuhausen am Rheinfall
  - Bahnstrecke Etzwilen–Rielasingen
- Frankreich:
  - Bahnstrecke Basel–Leymen–Rodersdorf
- Italien:
  - Simplontunnel Brig–Iselle
  - Berninabahn (Campocologno–Tirano)

#### Weitere grenzüberquerende Verbindungen, besondere Betriebsverhältnisse
- Deutschland:
  - Basel SBB–Basel Bad Bf: Die Basler Verbindungsbahn verbindet den rechtsrheinischen Badischen Bahnhof mit dem linksrheinischen Bahnhof SBB. Sie liegt vollständig auf Schweizer Hoheitsgebiet, wurde 1873 eröffnet und gehört den SBB und der DB Netz. Die Basler Verbindungsbahn ist so ausgestattet, dass sie von deutschen und schweizerischen Triebfahrzeugen befahren werden kann.

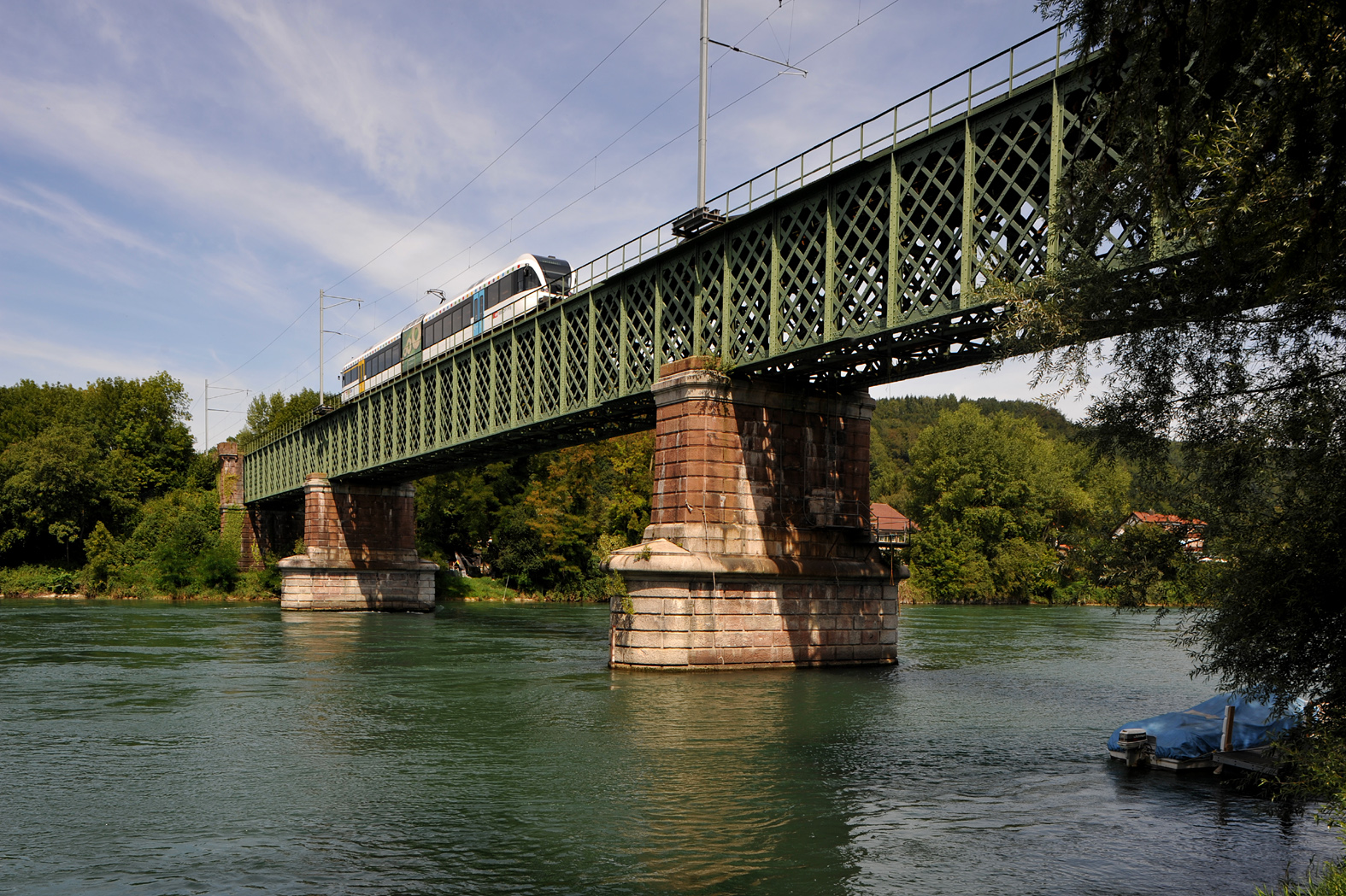
Zug der Zürcher S-Bahn beim Überfahren der Grenze auf der Rheinbrücke Koblenz-Waldshut

  - Koblenz–Waldshut:Zug der Zürcher S-Bahn beim Überfahren der Grenze auf der Rheinbrücke Koblenz-Waldshut Die Eigentumsgrenze der Bahnstrecke Koblenz–Waldshut von den SBB und der DB Netz liegt in der Mitte der Rheinbrücke Waldshut–Koblenz, wo auch die Staatsgrenze verläuft. Der Streckenabschnitt wird halbstündlich von Zügen der S-Bahn Zürich befahren, der Güterverkehr wurde eingestellt.
  - Kreuzlingen–Konstanz und Kreuzlingen Hafen–Konstanz: Die 1875 durch die Schweizerischen Nationalbahn eröffnete und 1878 von der Schweizerischen Nordostbahn (NOB) übernommene Bahnstrecke Etzwilen–Kreuzlingen–Konstanz/Kreuzlingen Hafen bildet mit der 1871 in Betrieb genommenen Bahnstrecke Romanshorn–Kreuzlingen Hafen–Konstanz ein Gleisdreieck. Der Bahnhof Konstanz und der auf deutschem Territorium liegende Teil des Gleisdreiecks gehörten ursprünglich der Grossherzoglichen Badischen Staatseisenbahnen und heute der Deutschen Bahn. Erwähnenswert ist, dass die Züge der Mittelthurgaubahn in der Regel von Kreuzlingen nach Konstanz durchgebunden waren.
- Österreich:
  - Dienstbahn der Internationalen Rheinregulierung: Für die Arbeiten der Rheinregulierung wurde eine teilweise elektrifizierte Bau- und Güterbahn mit einer Spurweite von 750 mm erstellt. 2006 stellte die Dienstbahn ihren Betrieb ein. Seit 2008 betreibt der Verein „Rhein-Schauen“ die Strecke als Museumsbahn.
- Italien:
  - Pino-Tronzano–Luino und Iselle–Domodossola: Die Abschnitte Pino-Tronzano–Luino der Bahnstrecke Cadenazzo–Luino und Iselle–Domodossola der Simplonstrecke gehören den Ferrovie dello Stato Italiane (FS), sind aber mit dem Schweizer Stromsystem 15 000 Volt 16,7 Hertz und mit Schweizer Zugsicherung ausgestattet. Es gelten die schweizerischen Fahrdienstvorschriften und es ist nur eine schweizerische Zulassung der Triebfahrzeuge erforderlich. Die Triebfahrzeuge verkehren durchgehend zwischen Bellinzona und Luino bzw. zwischen Brig und Domodossola.

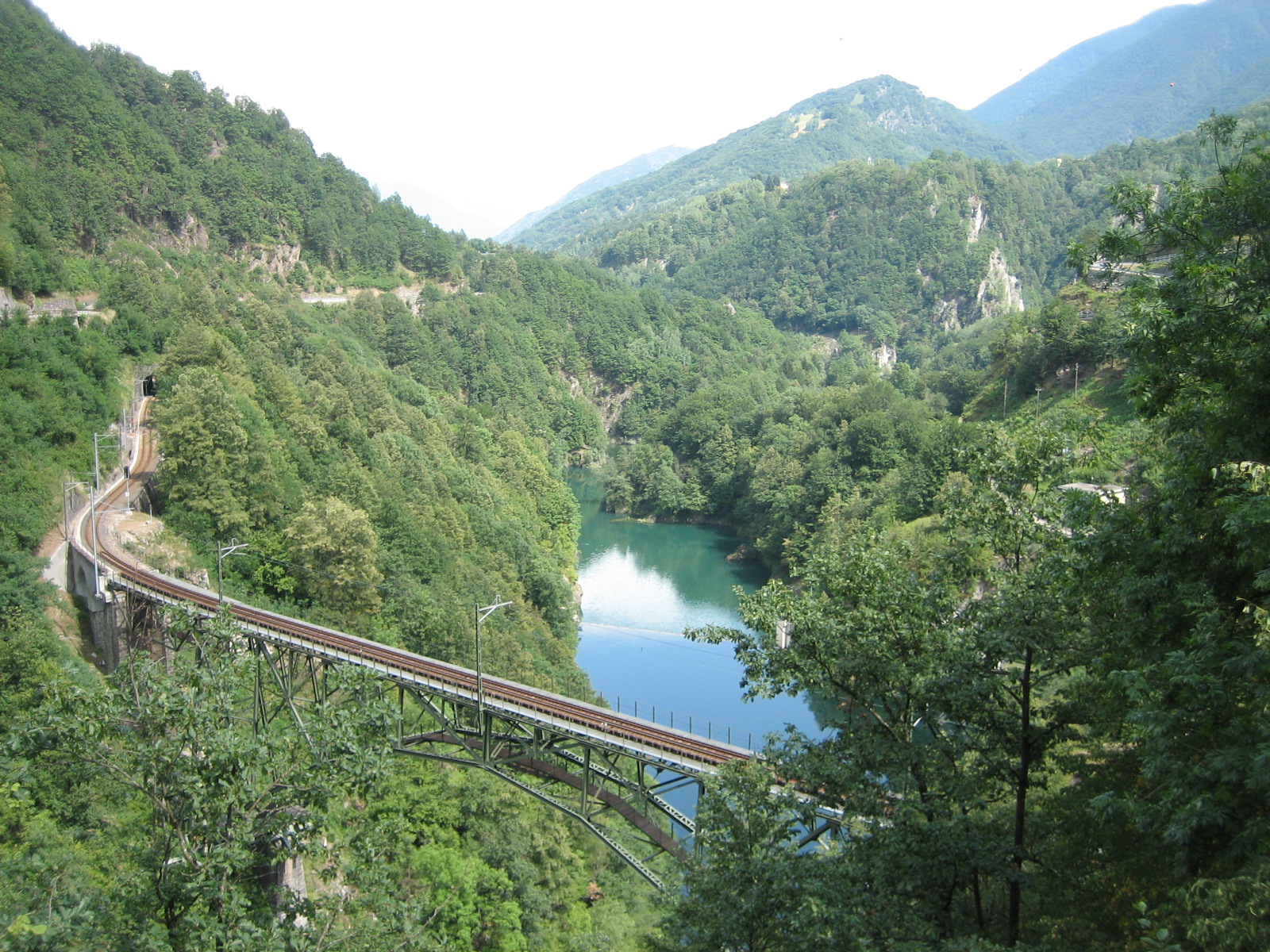
Ruinacci-Viadukt bei Camedo

  - Centovallibahn:Ruinacci-Viadukt bei Camedo Die meterspurige Centovallibahn führt von Locarno im Kanton Tessin durchs Centovalli bis an die italienische Grenze und weiter durch das Valle Vigezzo bis nach Domodossola. Die mit 1200 Volt Gleichstrom elektrifizierte Strecke verbindet die Gotthardbahn mit der Simplonstrecke. Die internationale Bahnstrecke wird auf Schweizer Seite von den Ferrovie autolinee regionali ticinesi (FART), auf italienischer Seite, wo die Bahn Vigezzina genannt wird, von der Società subalpina di imprese ferroviarie (SSIF) betrieben. Dem Betrieb liegt ein Staatsvertrag zwischen dem Schweizer Bundesrat und dem König von Italien, Vittorio Emanuele III., vom 12. November 1918 zugrunde.[9]
  - Die Berninalinie der Rhätischen Bahn (RhB) führt auf ihrem letzten Abschnitt nach Tirano. Die RhB ist die einzige Schweizer Privatbahn im italienische Grenzgebiet.[10]
- Frankreich:
  - Martigny–Le Châtelard–Vallorcine: Die Transports de Martigny et Régions (TMR) betreiben die meterspurige Strecke von Martigny nach Le Châtelard-Frontière. Auf französischer Seite führen die Französischen Staatseisenbahn (SNCF) den Betrieb auf der Strecke weiter über Vallorcine und Chamonix nach Saint-Gervais-Le Fayet. Die abschnittweise mit Zahnstange ausgestattete Meterspurstrecke ist mit 850 Volt Gleichstrom elektrifiziert und teilweise mit seitlicher Stromschiene statt Fahrleitung ausgerüstet. Die internationalen Züge werden als „Mont-Blanc-Express“ vermarktet.
  - Saint-Gingolph–Évian-les-Bains: Die Bahnstrecke Évian-les-Bains–Saint-Gingolph wurde 1886 von der Compagnie Paris-Lyon-Méditerranée (PLM) eröffnet, nachdem 1882 eine Übereinkunft von beiden Ländern unterzeichnet worden war.[11] Zeitgleich verlängerte die schweizerische Compagnie du Simplon ihre Strecke zur Grenze. Mit Verstaatlichung der PLM ging die Strecke 1938 in das Eigentum der Französischen Staatsbahnen SNCF über und gleichzeitig wurde der Personenverkehr eingestellt. Der Güterverkehr wurde auch während des Zweiten Weltkrieges aufrechterhalten. Die Strecke war zu dieser Zeit die einzige offene Eisenbahnverbindung zwischen Frankreich und der Schweiz. 1998 wurde der Betrieb eingestellt. Eine Wiederaufnahme des Personenverkehrs ist geplant.
  - Genève–Annemasse: Die Schweiz und Frankreich haben 1881 einen Staatsvertrag über die Bahnstrecke Genf–Annemasse abgeschlossen.[12] Weiter existiert ein Vertrag von 1912 zwischen dem Kanton Genf und der Eidgenossenschaft, wonach eine Verbindung von Cornavin nach Eaux-Vives gebaut werden soll.
Der Chemin de fer de l’État de Genève gehört der auf Schweizer Boden liegende Abschnitt, der am 1. Juni 1888 eröffneten Eisenbahnstrecke Genève–Annemasse. Die rund sechs Kilometer lange normalspurige Einspurstrecke hat bisher auf Schweizer Boden keine Verbindung zum übrigen Schweizer Normalspurnetz. Zwei Kilometer der Strecke zwischen Annemasse und der Staatsgrenze bei Ambilly in Frankreich gehören der staatlichen Eisenbahn-Infrastrukturgesellschaft SNCF Réseau. Mit dem Projekt «CEVA», ein Akronym für Cornavin–Eaux-Vives–Annemasse, wird der Vertrag rund hundert Jahre nach seinem Abschluss verwirklicht. Die Bahnstrecke Cornavin–Eaux-Vives–Annemasse verbindet seit 2019 Annemasse mit dem Genfer Bahnhof Cornavin.

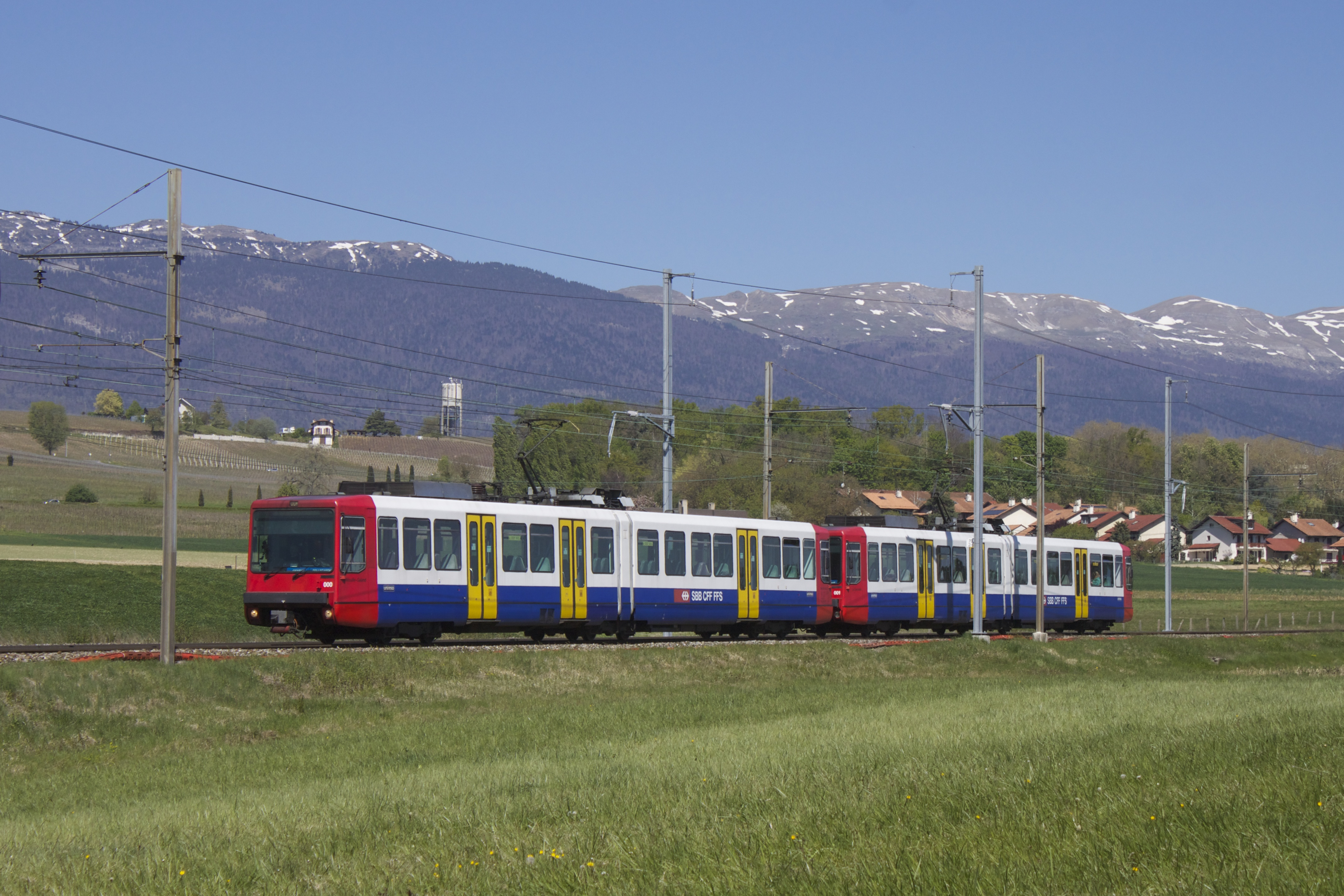
Ehemaliger Gleichstrom-Triebwagen Bem 550 der SBB

  - Genf–La Plaine (–Bellegarde):Ehemaliger Gleichstrom-Triebwagen Bem 550 der SBB Um den Schnellzügen Lyon–Genf einen Lokomotivwechsel für das kurze Schweizer Teilstück zu ersparen, elektrifizierten die SBB 1956 den Abschnitt Genf–La Plaine mit dem französischen 1500-Volt-Gleichstromsystem, womit die einzige Gleichstromstrecke des SBB-Netzes entstand. Für den Regionalverkehr beschafften die SBB mit den BDe 4/4 II und den Bem 550 spezielle Gleichstrom-Triebfahrzeuge. 2014 wurde die gesamte Strecke Lyon–La Plaine–Genf auf das französische Wechselstromsystem 25 000 Volt 50 Hertz umgestellt und die noch vorhandenen Gleichstromfahrzeuge verschrottet.
  - Pontarlier–Les Verrières: Die Strecke von der Grenze bei Les Verrières bis Pontarlier wurde 1956 mit dem Schweizer Stromsystem ausgerüstet, damit die Schweizer Triebfahrzeuge bis nach Pontarlier durchfahren können. Der Abschnitt Les Verrières–Pontarlier ist die einzige mit 15 000 Volt 16,7 Hertz elektrifizierte Strecke des französischen Infrastrukturbetreibers SNCF Réseau und wird darum für Probefahrten mit französischen Mehrsystemfahrzeugen benutzt.
  - Le Locle–Morteau: Das kurze Teilstück der SBB von Le Locle-Col-des-Roches bis zur Landes- und Eigentumsgrenze im Col-des-Roches-Tunnel ist wie die anschliessende französische Strecke nicht elektrifiziert. Der grenzüberschreitende Verkehr ist von untergeordneter Bedeutung, es verkehren Dieseltriebzüge des TER Franche-Comté nach La Chaux-de-Fonds.
  - Boncourt–Delle: 1933 nahmen die SBB auf der Bahnstrecke Delémont–Delle den elektrischen Betrieb mit 15 000 Volt 16 ⅔ Hertz auf. Dabei wurde der kurze Abschnitt zwischen der Landesgrenze und dem Bahnhof Delle von den SBB ebenfalls elektrifiziert. Nach dem Zweiten Weltkrieg verlor der Grenzübergang Delle sukzessive an Bedeutung und 1996 wurde das Teilstück stillgelegt. 2006 wurde der Abschnitt reaktiviert und der grenzüberschreitende Schienenverkehr mit einem stündlich verkehrenden RegioExpress wieder aufgenommen.

#### Grenzpunkte
Einige Grenzpunkte:
| Ort                           | Land | Bahnstrecke                       | Gemeinde       | Kt. | ⊙                 |
| ----------------------------- | ---- | --------------------------------- | -------------- | --- | ----------------- |
| Basel Grenze (FR)             | FR   | Strasbourg–Basel                  | Basel          | BS  | 47.57756 7.56759  |
| Campocologno Confine          | IT   | Berninalinie km 58,14             | Brusio         | GR  | 46.22981 10.14505 |
| Chiasso Confine               | IT   | Chiasso–Mailand                   | Chiasso        | TI  | 45.83081 9.03414  |
| Delle-Frontière               | FR   | Delémont–Delle km 124,53          | Boncourt       | JU  |                   |
| Gaggiolo Confine              | IT   | Mendrisio–Varese                  | Stabio         | TI  | 45.83855 8.91292  |
| Landesgrenze CH-Liechtenstein | LI   | Feldkirch–Buchs                   | Buchs          | SG  | 47.16452 9.49065  |
| Le Locle-Frontière            | FR   | Neuchâtel–Le Locle-Col-des-Roches | Le Locle       | NE  |                   |
| La Plaine-Frontière           | FR   | Lyon–Genève                       | La Plaine      | GE  |                   |
| Les Verrières-Frontière       | FR   | Neuchâtel–Pontarlier              | Les Verrières  | NE  |                   |
| Pino Confine                  | IT   | Cadenazzo–Luino                   | Gambarogno     | TI  |                   |
| Ribellasca Confine            | IT   | Centovalli                        | Centovalli     | TI  |                   |
| St. Margrethen Landesgrenze   | AT   | St. Margrethen–Lauterach          | St. Margrethen | SG  |                   |
| Vallorbe-Frontière            | FR   | Dijon–Vallorbe                    | Vallorbe       | VD  |                   |
| Moillesulaz                   | FR   | Genève–Annemasse                  | Thônex         | GE  |                   |

## Gesellschaften

### Schweizerische Bundesbahnen
Die Schweizerischen Bundesbahnen (SBB) entstanden ab 1901 durch Verstaatlichung der wichtigsten damaligen Privatbahnen. Offizielles Gründungsdatum ist der 1. Januar 1902, aber es wurden gewisse Linien schon 1901 im staatlichen Auftrag ausgeführt. Per 1. Januar 1999 wurden sie in eine spezialgesetzliche Aktiengesellschaft umgewandelt. Die SBB sind vollständig in Bundesbesitz, heute aber den «Privatbahnen» in den meisten Bereichen rechtlich gleichgestellt (Hauptunterschied ist das Personalrecht).

### Konzessionierte Verkehrsunternehmen
Neben der SBB existiert eine grosse Zahl von konzessionierten Transportunternehmen (KTU). KTU des Schienenverkehrs werden auch als Privatbahnen bezeichnet. Zusammen betreiben sie einen grossen Teil des schweizerischen Eisenbahnnetzes. Dabei bezieht sich der Begriff «Privatbahn» mehr auf die Rechtsform als auf die Besitzverhältnisse, denn diese Bahnen sind seit langem zur Mehrheit in Besitz der Öffentlichkeit – Bund, Kantone und Gemeinden. So hält beispielsweise an der wichtigen BLS der Bund 21 % des Aktienkapitals und der Kanton Bern mit 55 % gar die Mehrheit, während Privatpersonen nur eine vernachlässigbare Minderheit der Aktien besitzen. Die Rhätische Bahn gehört zur Mehrheit dem Kanton Graubünden und wird deshalb auch als «Staatsbahn des Kantons Graubünden» bezeichnet.
Einige der wichtigeren KTU sind:
- BLS AG: Betreiber der Lötschberglinie und der S-Bahn Bern sowie einiger Linien im Berner Oberland, Oberaargau, Emmental und Luzerner Hinterland (Verkehr und Infrastruktur nicht deckungsgleich)
- Schweizerische Südostbahn: betreibt Normalspurstrecken im Raum Bodensee – Toggenburg – Schwyz und ist Betreiberin des Voralpenexpress von St. Gallen nach Luzern
- Rhätische Bahn: Schmalspurnetz im Kanton Graubünden
- Matterhorn-Gotthard-Bahn: Schmalspurlinie von Zermatt über Andermatt nach Disentis, schliesst an die Rhätische Bahn an
- Montreux-Berner-Oberland-Bahn: Schmalspurlinie vom Genfersee ins Berner Oberland
- Zentralbahn: Brünigbahn und Engelbergbahn
- Appenzeller Bahnen betreiben ein Schmalspurnetz in den Kantonen Appenzell Innerrhoden, Appenzell Ausserrhoden, St. Gallen und Thurgau sowie einige Kilometer Normalspur, die Rorschach-Heiden-Bergbahn.

## Fahrplan und Tarif
Der ganze öffentliche Verkehr in der Schweiz trägt die Merkmale von einem «Verkehrsverbund»: ein abgestimmter, gemeinsam veröffentlichter Fahrplan (Kursbuch), Generalabonnement und Halbtax-Abo sind bei allen Unternehmen ausser Tourismusbahnen gültig.
Der Fahrplan der schweizerischen Bahnen wird nach folgenden Prinzipien gestaltet:
- Integraler Taktfahrplan mit auf allen Strecken einheitlicher Symmetrieminute; das Knotenprinzip von Bahn 2000 garantiert stündliche und halbstündliche, in Richtung und Gegenrichtung stets gleiche spiegelbildliche Anschlüsse in allen wichtigen Knotenbahnhöfen des Landes
- Verknüpfung mit Tram und Bus
- Fahrplanverfahren unter Mitwirkung der Kantone mit öffentlicher Auflage des Fahrplanentwurfs

## Verkehrsstatistik
Siehe auch: Zugunfälle und Schienensuizide im schweizerischen Schienennetz
Im internationalen Vergleich liegt die Schweiz bei den jährlich per Bahn zurückgelegten Personenkilometern zusammen mit Japan an der Spitze. Durchschnittlich unternimmt jeder Schweizer 47 Bahnfahrten pro Jahr. Mit einer zurückgelegten Distanz pro Einwohner im Jahr 2004 liegt die Schweiz mit 1'739 Kilometern hinter Japan, der mit 1'897 jährlichen Personenkilometern weltweit führenden Bahnfahrernation. Bei dieser Auswertung werden in beiden Ländern nur die Mitglieder in der UIC gezählt. Durch die Mitgliedschaft des VÖV in der UIC werden praktisch alle Staats- und Privatbahnen der Schweiz in diese Statistik aufgenommen. In Japan sind nur die Nachfolger der ehemaligen Staatsbahn Mitglied der UIC. Durch die hohe Zahl an japanischen Privatbahnen sind die Gesamtzahlen hier jedoch deutlich höher. Vergleichbare Statistiken hierzu sind nicht vorhanden. 
|                              | 2000   | 2004      | 2004   |
|                              | 2000   | davon SBB |        |
| ---------------------------- | ------ | --------- | ------ |
| Netz (km)                    | 5'062  | 5'024     | 3'034  |
| Personenkilometer (Mio. Pkm) | 12'620 | 14'914    | 12'565 |
| Tonnenkilometer (Mio. tkm)   | 11'080 | 11'489    | 10'117 |

## Politik
Die gegenwärtige Verkehrspolitik der Schweiz steht dem Schienenverkehr grundsätzlich positiv gegenüber. Stichworte aus der aktuellen Politik sind:
- Verlagerungspolitik
- Bahnreform
- Freier Netzzugang mit der EU
- Finanzierung des öffentlichen Verkehrs (FinöV)
- Neue Eisenbahn-Alpentransversale (NEAT), ZEB

### Finanzierung
Die wichtigste Rolle in der Finanzierung der Eisenbahninfrastruktur spielt der Bund. Er finanziert die Grossprojekte, die SBB-Infrastruktur und einige Privatbahninfrastrukturen (hauptsächlich die Transitachse Lötschberg). Die übrigen Privatbahninfrastrukturen finanziert er zusammen mit den Kantonen. An Ausbauprojekte in Agglomerationen (zum Beispiel Tram Bern West, Glattalbahn, M2 in Lausanne) leistet er Beiträge bis zu 50 %.
Der Eisenbahn-Fernverkehr muss insgesamt selbsttragend sein (bezahlt aber keine Vollkosten für die Trassenbenützung). Den Regionalverkehr aller Verkehrsträger (Bahn, Bus, Schiff, Seilbahn) finanzieren Bund und Kantone nach einheitlichen Grundsätzen gemeinsam. Der Ortsverkehr ist Sache der Kantone oder Gemeinden.
Die Kosten, welche aus den externen Effekten des Schienenverkehrs entstehen – vor allem aufgrund von Luftverschmutzung und Lärm – lagen im Jahr 2017 bei 1,1 Milliarden Franken, was 8 % der gesamten externen Kosten des Verkehrs in der Schweiz entspricht.

### Behörden
Das Bundesamt für Verkehr (BAV) ist Aufsichtsbehörde über alle Schienenverkehrsmittel.

### Rechtsgrundlagen des Schienenverkehrs
Siehe: Systematische Sammlung des Bundesrechts, Eisenbahnen.

## Technik

### Stromsysteme
Die meisten Normalspurbahnen und einige Meterspurbahnen (zb, TRAVYS, MBC) der Schweiz sind mit 15 kV 16,7 Hz elektrifiziert. Obwohl Spannung und Frequenz übereinstimmen, sind Lokomotivdurchläufe von und nach Deutschland und Österreich wegen des unterschiedlichen Lichtraumprofils nicht ohne weiteres möglich. Die Wippenbreite der Stromabnehmer ist in der Schweiz mit 1450 mm deutlich schmaler als in den beiden Nachbarländern.
Die Schmalspurbahnen RhB und MGB verwenden 11 kV 16,7 Hz und sind mit dem Bahnstromnetz der Normalspurbahnen verbunden. Die übrigen Schmalspurbahnen und einige spezielle Normalspurbahnen (OC, TSOL, LO, RB) verwenden Gleichstrom in den Spannungen von 600 V bis 1500 V. Die Zahnradbahnen Gornergratbahn und Jungfraubahn besitzen eine Drehstromversorgung.
Einige hundert Meter Gleis im Grenzbahnhof Chiasso sind mit dem Stromsystem der FS Gleichstrom 3000 V elektrifiziert. Entlang der Grenze zu Frankreich sind auch die Stromsysteme dieses Landes, Gleichstrom 1500 V und Wechselstrom 25 kV 50 Hz zu finden.

### Zugsicherung
Die SBB und die normalspurigen Privatbahnen führten schon ab 1933 auf ihrem ganzen Netz die Signum-Zugsicherung ein. Es war die weltweit erste berührungsfreie Zugsicherung, die sich durch Einfachheit und Robustheit auszeichnet. Dieses System genügt jedoch dem heute herrschenden dichten Verkehr in vielen Orten nicht mehr. Deshalb wurde es ab den neunziger Jahren an Gefahrenpunkten durch das modernere System ZUB 121 ergänzt. Heute wird anstelle der Signum- und ZUB-Magnete eine Eurobalise mit denselben Informationen eingesetzt, das so genannte Euro-Signum/Euro-ZUB (auf der Basis von Protokoll 44). Seit 2018 kommt das europäische ETCS zum Einsatz. Es wurde, mit Level 2, vorerst auf der Neubaustrecke von Bahn 2000 und in der NEAT eingebaut. Heute wird es zusammen mit Level 1 netzweit eingesetzt.
Bei den Schmalspurbahnen ist meist eine punktförmige Zugsicherung nach dem Standard ZSI-90 oder ZST-90 eingebaut. RBS, WSB und FB haben ZSL 90, das ist ein Linienleitersystem, wobei der Linienleiter Lücken haben kann. Schliesslich ist bei der Zentralbahn und der BOB zum Einbau gekommen. Diese Zugsicherung arbeitet mit den Hardwarekomponenten von ETCS, ist aber abweichend programmiert, um auch die Anforderungen des Zahnradbetriebs abzudecken. Zudem sind die Eurobalisen wegen des Zahnradbetriebs aussermittig angeordnet. ZSI 127 dürfte nach und nach die älteren Systeme ablösen, als erste Bahn wurde die Meterspurstrecke Dietikon – Wohlen der BDWM umgerüstet.

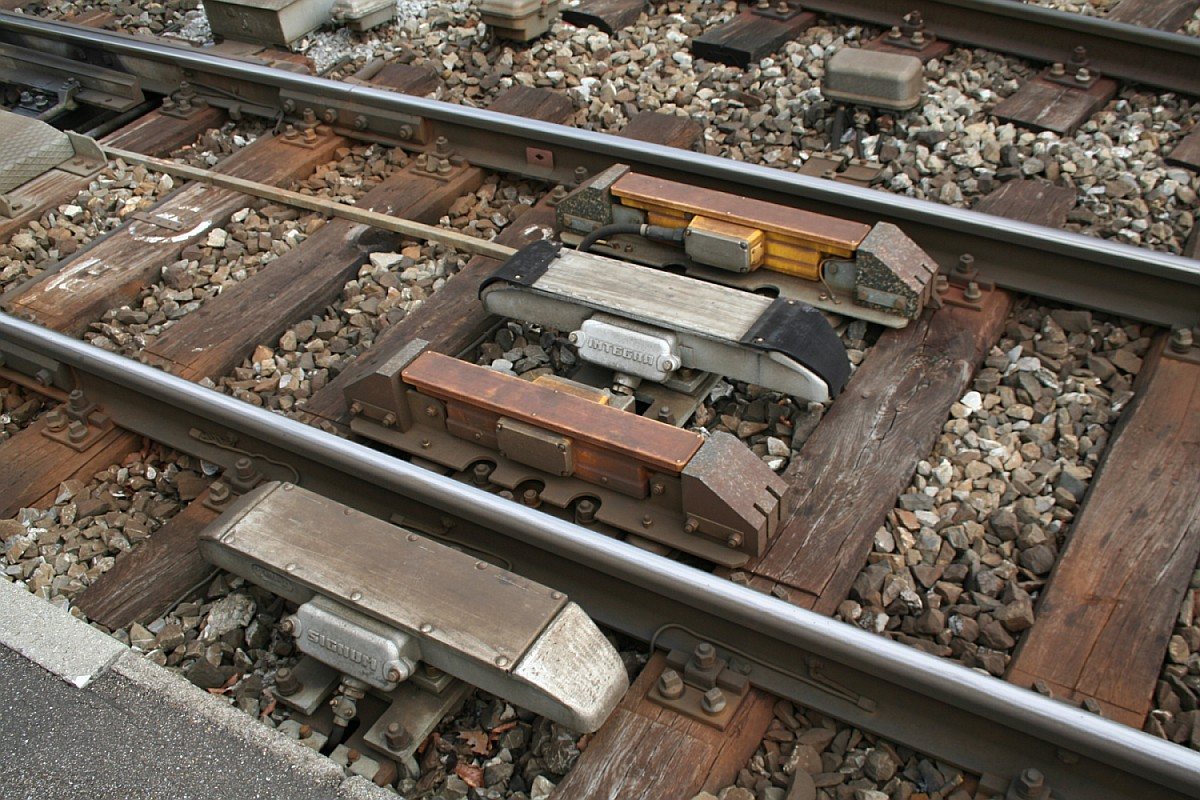
Zugsicherung: ZUB- (gelb) Integra-Signum-Magnete
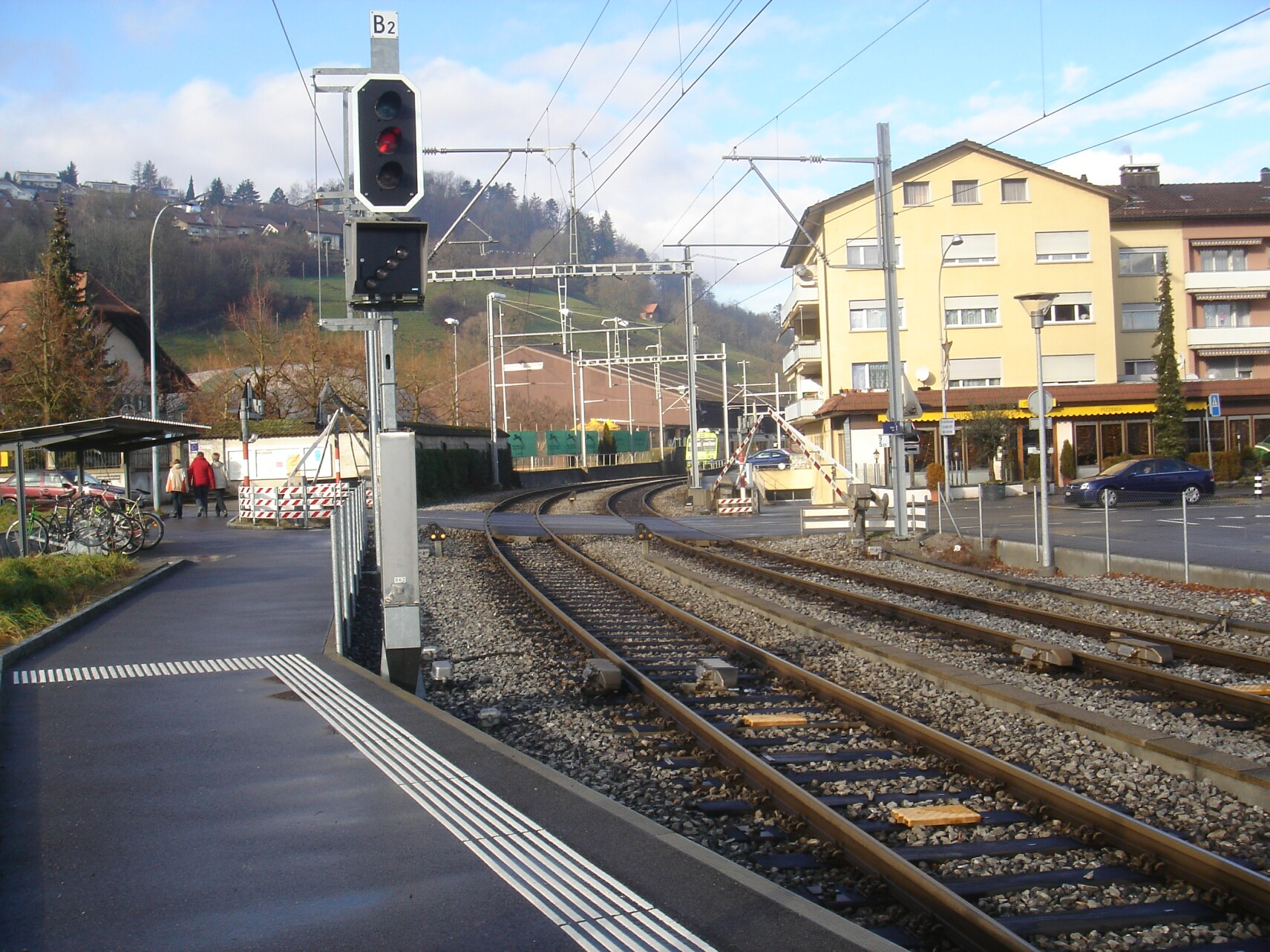
Zugsicherung Übergangsphase: Eurobalise statt ZUB, die Signum-Magnete sind aber noch vorhanden
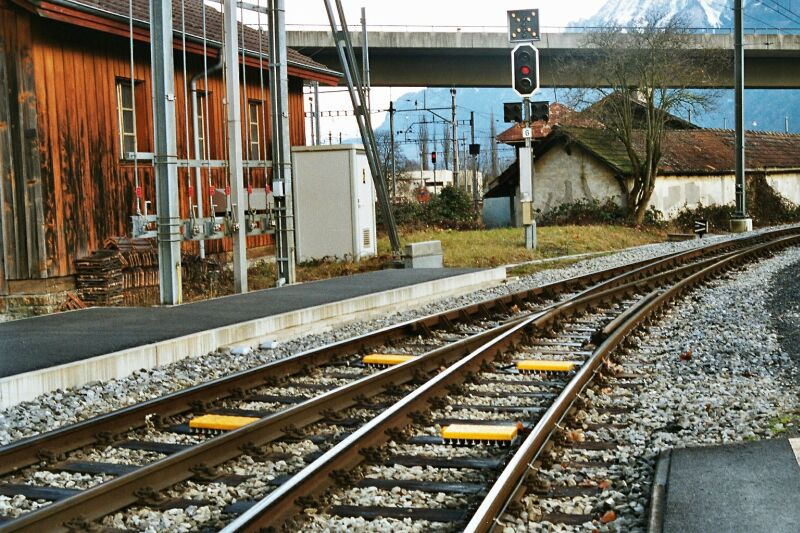
Eurobalisen für ZSI-127 in Interlaken Ost (BOB)

## Industrie

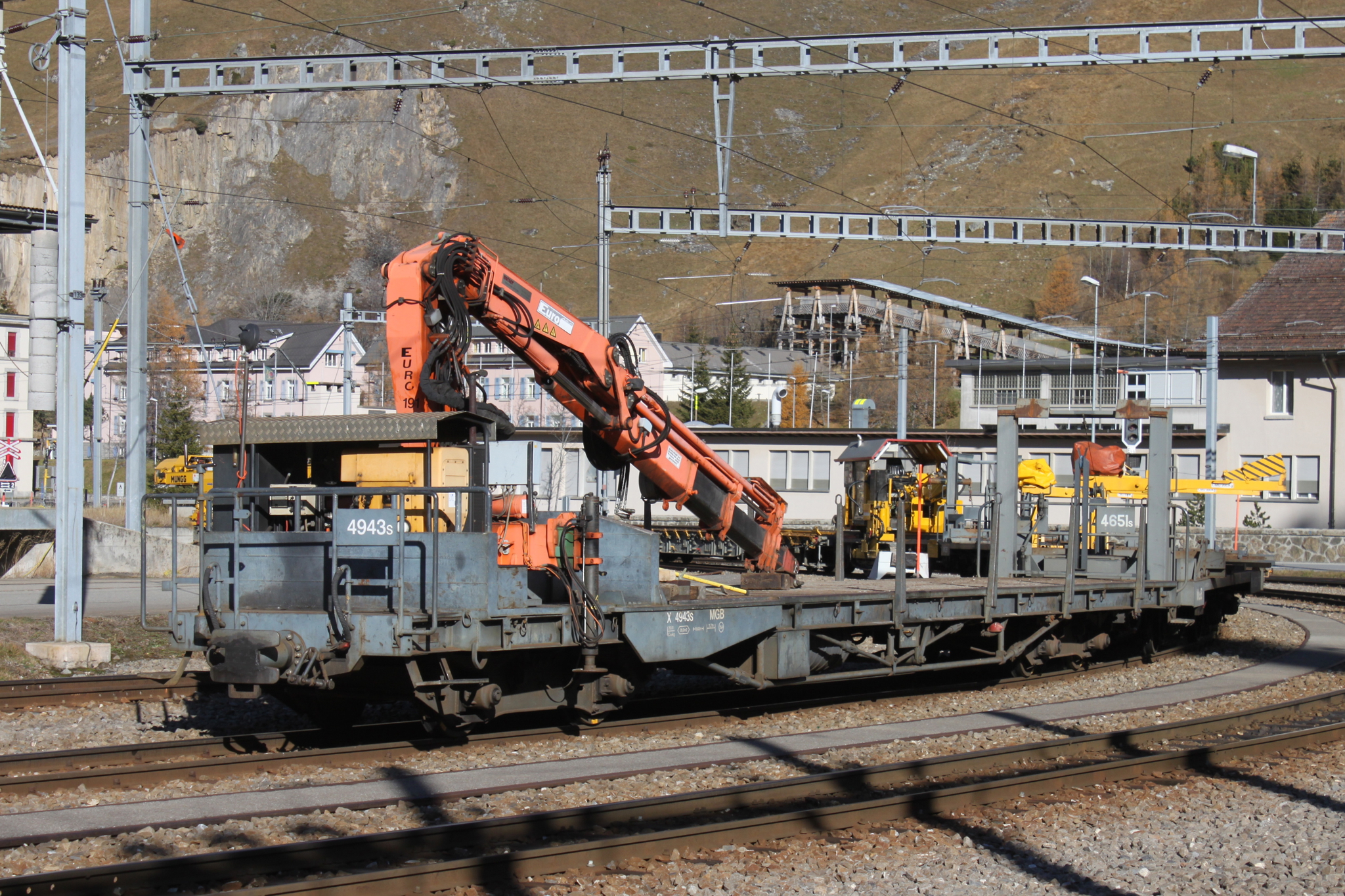
Bahnunterhaltszug in Andermatt

### Anlagen
Die Schweiz verfügt über eine leistungsfähige Bauindustrie, die auf die Errichtung und den Unterhalt des Unterbaus und des Oberbaus von Bahnstrecken spezialisiert ist. Wichtigere Firmen dieser Branchen sind Scheuchzer, Vanoli und Sersa.
Die SBB besitzen ein Bahntechnikzentrum in Hägendorf, das Teile des Oberbaus für das Bahnnetz herstellt.

### Rollmaterial
Die schweizerischen Bahngesellschaften betreiben Bahnwerke, die den Unterhalt des Rollmaterials durchführen und auch besondere Fahrzeuge herstellen.
Die in der Schweiz hergestellten Lokomotiven hatten von der Mitte des 19. Jahrhunderts bis nach dem Zweiten Weltkrieg international Erfolg. In der Blütezeit exportierten die Schweizerische Lokomotiv- und Maschinenfabrik und die Maschinenfabrik Oerlikon ihre Erzeugnisse in die ganze Welt. Die Landi-Lok als damals stärkste Lokomotive der Welt bildete um 1939 ein Symbol der geistigen Landesverteidigung.
Mit dem Konkurrenzdruck und der fortschreitender Globalisierung stieg der Druck zu Fusionierungen mit internationalen Konzernen. Die Produktionsstandorte in der Schweiz wurden stillgelegt. Als einziger einheimischer Hersteller von Schienenfahrzeugen blieb die Stadler Rail erhalten, die sich auch international behaupten konnte.

### Netzleitbetrieb
Bei den Stellwerken war die Schweiz lange abhängig von der deutschen Industrie, die ihre Produkte über die Signum AG in Wallisellen vertrieb. Mit der ersten induktiven Zugsicherung gelang dieser Firma 1933 ein erster grosser Erfolg und internationale Anerkennung. Die Integra-Signum AG lieferte Stellwerke für die Mehrheit der Schweizer Bahnhöfe, bis sie in den neunziger Jahren von Siemens übernommen wurde, nachdem ihr die Entwicklung eines elektronischen Stellwerks nicht gelungen war.